# Zonă tampon

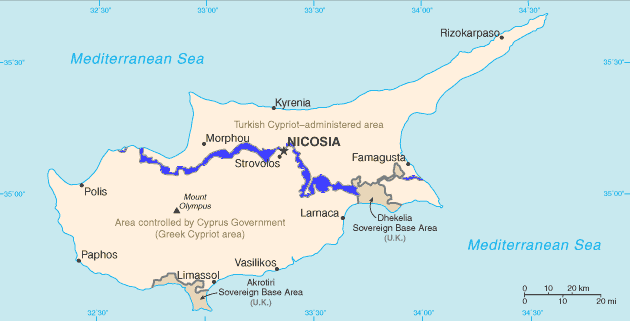
Harta zonei tampon din Cipru

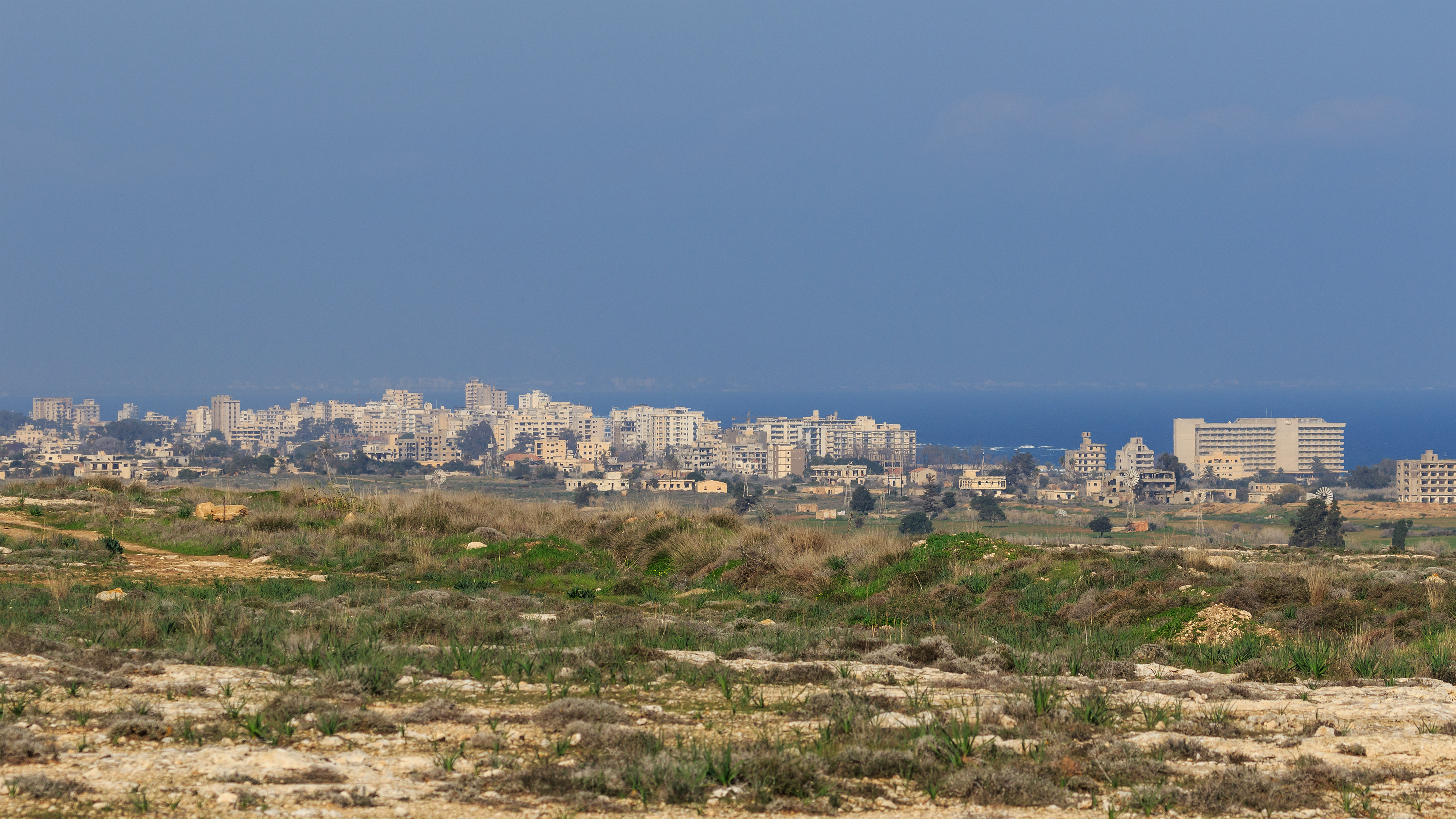
Vedere a zonei tampon din Cipru între Paralimni și Famagusta, pe fondul orașului fantomă din Varosha

O zonă tampon este, în general, o zonă care se află între două sau mai multe zone, dar în funcție de tipul de zonă tampon, poate servi la separarea regiunilor sau la conectarea acestora. Tipurile obișnuite de zone tampon sunt zonele demilitarizate, zonele de frontieră și anumite zone restrictive de serviciu și centurile verzi. Astfel de zone pot fi, dar nu neapărat, cuprinse de un stat suveran, formând un stat tampon.
Zonele tampon au diverse scopuri, politice sau de altă natură. Acestea pot fi create pentru a preveni violența, pentru a proteja mediul, pentru a proteja zonele rezidențiale și comerciale împotriva accidentelor industriale sau a dezastrelor naturale sau pentru a izola închisorile și pot utiliza în mai multe alte scenarii. Zonele tampon rezultă adesea în regiuni mari nelocuite, care sunt ele însele de remarcat în multe părți din lume din ce în ce mai dezvoltate sau aglomerate.

## Funcții ecologice (conservare)

### Îmbunătățirea calității apei
Acesta arată că calitatea apei de suprafață în multe țări se înrăutățește, deoarece oamenii nu folosesc terenul în mod corespunzător. Deși zona tampon ocupă o suprafață mică, aceasta îmbunătățește considerabil calitatea apei din bazinul hidrografic datorită efectului său de filtrare asupra nutrienților din apa subterană și a apei de suprafață.
Deoarece terenurile agricole sunt pulverizate cu cantități mari de pesticide, unele dintre ele putând scurge în apa de suprafață. Acesta va avea un impact negativ asupra peștilor și a altor vieți acvatice, ceea ce poate duce la deteriorarea mediului. Tamponul de vegetație s-a dovedit a fi un filtru eficient pentru sedimente, în special pentru pesticidele legate de sedimente. Când pesticidele sunt pulverizate în exces, se poate construi un tampon de vegetație pentru a reduce pătrunderea pesticidelor în apa de suprafață. De asemenea, zona tampon împiedică răspândirea metalelor grele sau a toxinelor în zonele protejate.

### Stabilizarea malurilor râurilor
Plantele erbacee pot juca un rol într-o oarecare măsură, dar pe termen lung, zona tampon de vegetație poate rezolva eficient problema creșterii nivelului apei și eroziunii apei. Capacitatea de adsorbție a zonei tampon poate reduce viteza de scurgere a suprafeței și poate crește conținutul eficient de apă al solului. Prin creșterea conținutului de materie organică a solului și îmbunătățirea structurii solului, aceasta are un efect pozitiv asupra performanțelor de stocare a apei din sol. În plus, rădăcinile plantelor fac solul mai puternic, rezistă valurilor și furtunii, atenuează eroziunea malurilor râurilor prin inundații și controlează eficient eroziunea plajei.

### Oferă hrană și habitat vieții sălbatice
Zonele tampon riverane au fost utilizate în multe zone pentru a proteja habitatele multor animale care sunt devastate de activitatea umană sporită. Ariile din jurul zonei tampon pot forma habitatul multor animale, părțile lemnoase și frunzele plantelor pot deveni hrană pentru animale acvatice mici. Zona tampon în sine poate susține, de asemenea, activitățile de viață ale diferiților amfibieni și păsări. Un studiu arată că speciile și numărul de animale și plante din zonele riverane sunt mai mari decât în alte ecosisteme.